# عیسی خندان
عیسی خندان (متولد ۱۳۴۰) روزنامه‌نگار و فعال اجتماعی ایرانی است. او رئیس هیئت مدیره مجتمع مطبوعات تخصصی کشور و مدیر طرح کتابفروشی‌های سیار بود. خندان نشریهٔ دریچه گفت‌وگو را در سال ۱۳۶۹ منتشر می‌کرد و همچنین دبیر گروه اجتماعی روزنامه خرداد بود.

## آثار
- از زیر چشم‌بند، عیسی خندان، تورنتو: سرای بامداد، ۲۰۲۱[۲]
- مدرنیسم در خیابان، مارشال برمن، ترجمهٔ عیسی خندان و مهدی هوره، تهران: نقد فرهنگ، ۱۴۰۳